# Lea Johanidesová
Lea Johanidesová (Ústí nad Orlicí, 21 de diciembre de 1989) es una deportista checa que compitió en biatlón. Ganó una medalla de plata en el Campeonato Europeo de Biatlón de 2013, en la prueba por relevos.

## Palmarés internacional
| Campeonato Europeo | Campeonato Europeo | Campeonato Europeo | Campeonato Europeo |
| Año                | Lugar              | Medalla            | Prueba             |
| ------------------ | ------------------ | ------------------ | ------------------ |
| 2013               | Bansko (Bulgaria)  | Medalla de plata   | Relevos            |